# Gregory Martin
Pour les articles homonymes, voir Martin.
Gregory Martin (né en 1542 à Maxfield et mort le 28 octobre 1582 à Reims) est un prêtre catholique anglais.

## Biographie
Né à Maxfield, dans le comté de Sussex, il prit le grade de maître-ès-arts à Oxford, et entra comme précepteur chez le duc de Norfolk. Le désir de professer ouvertement la religion catholique, le conduisit, en 1670, au collège de Douai, où il fut ordonné prêtre, et devint professeur d’hébreu et de l’Écriture-Sainte. Lors de rétablissement du collège anglais de Rome, il fut appelé dans cette ville, pour travailler à son organisation, et en diriger les exercices. De retour en France, il se fixa à Reims, et s’y occupa d’une version anglaise de la Bible, dans le dessein de prouver l’injustice des protestants, qui reprochaient aux catholiques d’interdire au peuple la lecture de l’Écriture-Sainte en langue vulgaire. Le Nouveau Testament fut imprimé à Reims, en un vol. in-4°, et réimprimé la même année à Anvers, avec les notes du docteur Bristow. L’Ancien Testament ne parut qu’après la mort de l’auteur en 1609 et 1610, par les soins et avec les notes du docteur Worthington, Douai, 2 vol. in-4°. Fulk, principal du collège de Pembroke à Cambridge, et Cartwright, savant puritain, attaquèrent l’ouvrage avec beaucoup d’humeur, prétendant qu’il était plein d’erreurs et de fautes. Reynolds, ami de l’auteur, leur répondit. Quelques catholiques trouvèrent qu’il s’était attaché trop scrupuleusement à la Vulgate, et qu’il s’était écarté des règles d’un goût épuré dans l’emploi de certaines expressions. Le traducteur, qui avait prévu cette objection, disait qu’il valait mieux violer certaines règles de grammaire, que d’altérer la parole de Dieu pour paraître plus élégant. Martin mourut à Reims, le 28 octobre 1582. Deux ans après, il parut en Angleterre un pamphlet, que Camden appelle une horrible production de la méchanceté papistique, dans lequel on exhortait les catholiques à traiter la reine Elisabeth comme Judith avait traité Holopherne. On attribua ce pamphlet a Martin, quoiqu’il n’y eût rien dans ses ouvrages, ni dans sa conduite, qui pût justifier une pareille conjecture.

## Œuvres
Ses écrits sont :
- Un Traité du Schisme, pour prouver que les catholiques doivent éviter de se mêler avec les hérétiques dans les assemblées où l’on célèbre l’office divin.
- Découverte des altérations manifestes faites dans l’Écriture-Sainte par les Hérétiques.
- Lettres à ceux qui temporisent pour se déclarer catholiques, 1575 et 83, in-8°.
- Traité de l’amour de Dieu, Rouen et, Saint-Omer, 1603, in-12.
- Traité des pèlerinages et des reliques, 1583, in-8°.
- Traductions du livre de saint Jean Chrysostome contre les gentils, et de la vie de saint Babylas ; — de la Consolation des agonisants, (trad. de l’italien) ; — de l’Excommunication de l’empereur Théodose ; — d’une Tragédie de Cyrus.